# Jiří Koubek
Jiří Koubek (* 28. května 1976 Nové Město na Moravě) je český politik, v letech 2013 až 2017 poslanec Poslanecké sněmovny PČR, v letech 2018 až 2022 zastupitel hlavního města Prahy a v letech 2010 až 2022 starosta městské části Praha-Libuš, člen TOP 09.

## Život
Dětství a dospívání prožil na Vysočině. Vyučil se elektrikářem a tři roky pracoval jako elektromechanik ve firmě Žďas ve Žďáru nad Sázavou (během této pracovní zkušenosti si dálkově dodělal maturitu). V roce 1996 se přestěhoval do Prahy.
Vystudoval Jabok – vyšší odbornou školu sociálně pedagogickou a teologickou a současně i bakalářský obor sociální práce a teologie na Evangelické teologické fakultě Univerzity Karlovy v Praze. Vzdělání si doplnil magisterským studiem na Katolické teologické fakultě UK v Praze (získal titul Mgr.).
Po studiích pracoval v nakladatelství Academia. Deset let působil v několika nakladatelských a vydavatelských domech a v knižní distribuci především na pozici vedoucích obchodních týmů. Angažuje se ve Společnosti pro studium sekt a nových náboženských směrů. Jiří Koubek se věnuje studiu sociální práce a podpory všemožných aktivit zaměřujících se na integraci cizinců. Je členem správní rady Integračního centra Praha, o. p. s.
Jiří Koubek je ženatý (manželka Jitka) a má dva syny, Vojtěcha a Filipa. Rodina vyplňuje veškerý jeho volný čas, rád rekreačně sportuje a cestuje po zajímavých místech v Čechách a na Moravě.

## Politické působení
V komunálních volbách v roce 2010 byl na kandidátce subjektu „TOP 09 a nezávislí kandidáti“ zvolen do zastupitelstva městské části Praha-Libuš. Následně byl v listopadu 2010 zvolen také starostou této městské části. Spolu s Koubkem kandidovali aktivní občané této městské části, zástupci neziskového sektoru, se kterými zvítězil se ziskem více než 35 %. V komunálních volbách v roce 2014 obhájil post zastupitele městské části Praha-Libuš, když vedl kandidátku TOP 09 a nezávislých kandidátů. Dne 5. listopadu 2014 byl zvolen starostou městské části pro druhé funkční období.
Ve volbách do Poslanecké sněmovny PČR v roce 2013 kandidoval za TOP 09 ze sedmého místa v Hlavním městě Praze a byl zvolen. Ve volbách do Poslanecké sněmovny PČR v roce 2017 již nekandidoval.
V komunálních volbách v roce 2018 byl zvolen zastupitelem hlavního města Prahy, když kandidoval jako člen TOP 09 na 12. místě kandidátky subjektu „TOP 09 a Starostové (STAN) ve spolupráci s KDU-ČSL, LES a Demokraty Jana Kasla -“Spojené síly pro Prahu„“. Obhájil také post zastupitele městské části Praha-Libuš, kde byl z pozice člena TOP 09 lídrem kandidátky uskupení „Spojené síly pro Libuš a Písnici – TOP 09, STAN a nezávislí kandidáti“.
Pražský hoteliér Petr Bauer mu v březnu 2020 nabídnul úplatek ve výši 1 mil. Kč, pokud bude hlasovat pro odvolání Rady Zdeňka Hřiba, která chystala omezení restauračních předzahrádek v centru Prahy, což by postihlo hoteliérovo podnikání. Bauer uvedl, že tento postup mu poradil poradce Jiřího Pospíšila Jiří Fremr, který byl prý schopen zajistit hlasy celého zastupitelského klubu, až na Koubka a Radka Vondru. Koubek celou věc nahlásil na Policii a informoval také Vondru. Toho Bauer také ve věci následně kontaktoval a během kriminalisty monitorované schůzky mu předal obálku s 200 tis. Kč.
V komunálních volbách v roce 2022 do Zastupitelstva hlavního města Prahy již nekandidoval. Jako člen TOP 09 ale obhájil mandát zastupitele městské části Praha-Libuš, a to z pozice lídra kandidátky „Spojené síly pro Libuš a Písnici – TOP 09, STAN a nezávislí kandidáti“. Nicméně jej v říjnu 2022 na pozici starosty městské části Praha-Libuš vystřídala Lucie Jungwiertová.
V závěru roku 2022 začal pracovat na Ministerstvu vnitra ČR – od prosince 2022 do srpna 2023 byl poradcem ústavního činitele, od září 2023 je vrchním ředitelem sekce veřejné správy.